# Sang sobre el sol
 Sang sobre el sol  (original: Blood on the Sun) és una pel·lícula estatunidenca dirigida per Frank Lloyd, estrenada el 1945. Ha estat doblada al català.

## Argument
El 1929 al Japó, a Tòquio, el periodista Nick Condon publica al Tòquio Chronicle (dirigida per Arthur Bickett) un article revelant l'existència del Memoràndum Tanaka, elaborat pel primer ministre Tanaka Giichi i exposant la política expansionista del país. Algun temps després, un amic periodista que s'havia apoderat d'un memoràndum confirmant aquest pla, 'Ollie' Miller, és assassinat amb la seva dona 'Eddie', per la policia secreta, dirigida pel coronel Tojo. Aquest utilitza aviat els serveis d'Iris Hilliard, per tal de seduir Condon, per recuperar el document, almenys és el que creu Tojo. En realitat, la jove dona, mig xinesa, no combrega amb la ideologia de Tanaka, i li explica a Condon...

## Repartiment
- James Cagney: Nick Condon
- Sylvia Sidney: Iris Hilliard
- Porter Hall: Arthur Bickett
- John Emery: El Primer ministre Giichi Tanaka
- Robert Armstrong: El coronel Hideki Tojo
- Wallace Ford: Oliver 'Ollie' Miller
- Rosemary DeCamp: Edith 'Eddie' Miller
- John Halloran: El capità Oshima
- Leonard Strong: Hijikata
- James Bell: Charles 'Charley' Sprague
- Marvin Miller: Yamada
- Rhys Williams: Joseph Cassell
- Frank Puglia: El príncep Tatsugi

I, entre els actors que no surten als crèdits :
- Philip Ahn: El capità Yomamoto
- Hugh Beaumont: Johnny Clarke
- Hugh Ho Chang: El major Kajioka
- Joseph Kim: Hayoshi
- Grace Lem: Amah

## Premis i nominacions
Premis
- 1946: Oscar a la millor direcció artística, categoria blanc i negre, per Wiard Ihnen i A. Roland Fields